# Freddy Martin
Freddy Martin, właśc. Frederick Alfred Martin (ur. 9 grudnia 1906 w Cleveland, zm. 30 września 1983 w Newport Beach) – amerykański saksofonista, bandlider i aktor.

## Wyróżnienia
Ma gwiazdę w Hollywoodzkiej Alei Gwiazd.